# 穆薩·巴羅
穆薩·巴羅（英語：Musa Barrow，1998年11月14日—），是一名岡比亞的職業足球員，現效力沙特職業足球聯賽球隊塔亞文。

## 外部連結
- Soccerway資料庫：穆薩·巴羅
- Atalanta Profile
- Serie A Profile[]